# Лаврентьев, Иван Егорович
Иван Егорович Лаврентьев (литературные псевдонимы И. Л. Крестьянин и Ив. Власов, 1879 — 17 декабря 1937) — сельский учитель, депутат Государственной думы I созыва от Казанской губернии.

## Биография
Из крестьян села Большое Фролово Тетюшского уезда Казанской губернии. Учился в народной школе, затем в городском училище, но курс его не закончил. В течение 10 лет служил учителем церковно-приходской сельской школы. Находился под надзором полиции за агитацию среди крестьян. Занимался земледелием и садоводством. Разделял программу Всероссийского Крестьянского союза, но лично в него не входил. По своим убеждениям левее партии кадетов.
14 апреля 1906 избран в Государственную думу I созыва от съезда уполномоченных от волостей Казанской губернии. Входил в Трудовую группу. Подписал законопроекты: «О гражданском равенстве», «33-х» по аграрному вопросу. Член редколлегии газеты «Крестьянский депутат».
10 июля 1906 года в г. Выборге подписал «Выборгское воззвание» и осуждён по ст. 129, ч. 1, п. п. 51 и 3 Уголовного Уложения, приговорён к 3 месяцам тюрьмы и лишён права баллотироваться на любые выборные должности.
После роспуска Думы вернулся в родное село, жил в доме отца. Как пишет сам Лаврентьев после возвращения домой «жандарм аккуратно два раза в неделю заезжал проведать, дома ли я и нет ли какого собрания». От отца пришлось уйти без всякого надела. По данным полиции во время думских пасхальных каникул в ночь на 22 апреля 1907 на квартире Лаврентьева в Казани состоялось сходка, в которой участвовал в том числе действующий депутат 2-й Государственной думы Г. И. Петрухин, происходивший из той же волости, что и Лаврентьев. Вплоть по ноябрь 1907 Лаврентьев находился под негласным надзором полиции. Отстранён от преподавания в церковно-приходской сельской школе, обеспечивал себя случайными заработками, бедствовал. Писал для «Журнала для Всех» под псевдонимом Ив. Власов. Состоялся как крестьянский писатель-очеркист. Переписывался с Максимом Горьким. Написал «Записки трудовика» для «Ежемесячного журнала», но материал не был опубликован из-за цензурных ограничений. В конце 1916 начале 1917 (датируется по содержанию письма) просил у М. Горького материально помочь с обещанием вернуть долг, когда «ситуация исправится» и можно будет опубликовать «Записки трудовика».
После Февральской революции 1917 вошёл в Трудовую народно-социалистическую партию. По мнению современного биографа И. Е. Лаврентьев и его жена Пелагея Андреевна с энтузиазмом встретили приход советской власти. «На всех сельских сходах звучали их речи, полные уверенности в счастливом будущем». И. Е. Лаврентьев работал учителем, заведовал библиотекой и был внештатным корреспондентом газеты «Беднота». П. А. Лаврентьева вела на вечерние курсы ликбеза в родной деревне, работала в сельсовете, была делегаткой на женских съездах, народным заседателем. В доме учителя Лаврентьева останавливалась Вера Фигнер, когда приезжала на свою малую родину в Тетюшский район. На гонорар за книгу Вера Фигнер решила построить в Большом Фролове новую школу. Между семьёй Лаврентьевых и В. Н. Фигнер установилась доверительная переписка.
28 июня 1931 году Лаврентьев и его зять Ф. Г. Королёв, учитель, сотрудник сельсовета, арестованы как «разложители колхозов». По мнению П. А. Лаврентьевой причина ареста в критических заметках Ивана Егоровича в адрес Тетюшинских председателя исполкома и секретаря райкома в местных газетах. В. Н. Фигнер вмешалась в ситуацию, и её обращение Е. Ярославскому подействовало. И. Е. Лаврентьев и Ф. Г. Королёв были освобождены. Но Иван Егорович вернулся домой тяжело больным, лежал в беспамятстве. Зимой 1932—1933 он продолжал болеть, не выходил из дома. В ноябре 1934 года Лаврентьевы с сыновьями Константином, Иваном и Леонидом переезжают к старшему сыну Сергею в Алма-Ату. В сентябре 1936 года возвращаются из Казахстана в Большое Фролово. Иван Егорович по-прежнему страдает одышкой, но устраивается на работу в библиотеку-читальню и школу, по вечерам учит взрослых литературе и русскому языку. В мае 1937 г. П. А. Лаврентьева пишет В. Н. Фигнер последнее письмо из сохранившихся — в нём сказано, что Иван Егорович уже пять недель болеет, в библиотеку-читальню за него ходит Пелагея Андреевна. «Только бы Ване полегчало» — заканчивает она письмо.
26 ноября 1937 г. И. Е. Лаврентьев арестован органами НКВД. 13 декабря 1937 г. приговорён тройкой НКВД ТАССР по обвинению в том, что он «организатор эсеровской группировки» к высшей мере наказания с конфискацией имущества. Расстрелян 17 декабря 1937 г. Похоронен в г. Спасске. Реабилитирован 13 сентября 1956 г.

## Сочинения
- Крестьянин И. Л. [Лаврентьев И. Е.] Выборы от крестьян в Казанской губернии // К 10-летию 1-й Государственной Думы: Сборник статей перводумцев. Пг., 1916.
- Ив. Власов. Очерки деревенской жизни (из записок крестьянина) // Журнал для всех, 1913—1915 (во всех номерах за эти годы)
- Крестьянин [Лаврентьев И. Е.] Из деревни (записки крестьянина) // Северные записки 1915

## Семья
Жена — Пелагея Андреевна, учительница
Дети:
Сергей — старший сын, заведующий избой-читальней, «избач», в начале 30-х переехал в Казань, в середине 30-х — Алма-Ату
Николай,
Татьяна,
Анна — учительница,
Нина — сотрудница детского сада
Константин — уехал на строительство Труксиба,
Леонид — младший сын.